# اصلاح و ناقص کردن دستگاه تناسلی
اصلاح تناسلی و ختنه می‌تواند به تغییرات دائمی یا ناپایدار در اندام‌های جنسی انسان کنایه داشته باشد. بعضی از شکل‌های تغییر دستگاه تناسلی بر روی بزرگ‌سال‌ها با رضایت آگاهانه آنان به دستور خود آنان، غالباً به دلایل زیبایی شناختی یا برای بیشتر شدن تحریک انجام می‌شود. با این حال، شکل‌های دیگر بر روی افرادی که رضایت آگاهانه نمی‌دهند، مثل نوزادان یا کودکان انجام می‌شود. هر یک از این رویه‌ها ممکن است در زمینه‌های فرهنگی مختلف و توسط گروه‌های مختلف مردم، اصلاح یا مثله‌سازی در نظر گرفته شود.

## دلیل‌ها

### دینی
بیشتر نزدیکان به اتفاق بریدن اندام تناسلی در جهان با شوق‌های مذهبی انجام می‌گردد (گرچه همه گروه دین‌ها برش تناسلی به این عمل پایبند نیستند). برش تناسلی به دلایلی انجام می‌شود:
1. آیین عبور: ختنه در اسلام (ختنه) غالباً در دوره‌های کودکی پیش از بلوغ انجام می‌گرفت. در دین یهود، مراسم مذهبی ختنه مرد (بریتی میلا) غالباً بر روی نوزادها انجام می‌گرفت.
2. بیان هویت دینی: هم در یهود دین یهود و هم در دین اسلام، بریدن اندام تناسلی برای مردان به نام عملی تلقی می‌شود که قسمتی از جامعه را ایجاد می‌کند.
3. تلاش برای نابود سازی لذت و میل جنسی: در حالی که این کار به سختی در یهودیت به رسمیت شناخته شده است، در جهان اسلام، چنین کارهایی در مورد ختنه مردان وجود ندارد. با این حال، برخی از فرهنگ‌های سنتی در شرق آفریقا و سایر حوزه‌های قضایی مسلمان‌ها چنین ادعاهایی را برای بریدن اندام تناسلی زنان بیان نموده‌اند. این سخنان در حال حاضر با مقاله‌ها و فتواهای بسیاری که دربارهٔ جواز و هدف بریدن اندام تناسلی زنان بحث شده‌است، بسیار بحث‌برانگیز می‌باشد.[۱][۲]

### اصلاح بدن
برخی از نوع‌های اصلاحات تناسلی به دستور فرد، به دلیل‌های شخصی، جنسی، زیبایی شناختی یا فرهنگی انجام می‌گردد. ساب برش آلت تناسلی، یا سوراخ کردن قسمت زیرین آلت تناسلی، در فرهنگ‌های سنتی بومیان استرالیا مرسوم می‌باشد. این راه در فرهنگ اصلاح بدن غربی، بدوی‌های مدرن ریشه دوانده‌است. گوشت‌شناسی شکلی می‌باشد که شامل سوراخ کردن آلت تناسلی به تنهایی می‌باشد، در حالی که دو قسمت کردن یک شکل شدیدتر می‌باشد که آلت تناسلی را به شکل کامل به دو نیم می‌کند.
پیرسینگ تناسلی و خالکوبی تناسلی ممکن است به دلیل‌های زیبایی انجام شود، ولی پیرسینگ خوبی‌های افزایش لذت جنسی را برای فرد سوراخ شده یا شریک جنسی آنان دارد.
به شکل همسانی، مرواریدسازی همانند قرار دادن کره‌های کوچک و بی تأثیر زیر پوست در راستای ساقه آلت تناسلی به قصد تحریک جنسی به دیواره‌های واژن می‌باشد. مثل خالکوبی، زخم ناحیه تناسلی در درجه نخست به‌دلیل‌های زیبایی با اضافه نمودن جای زخم‌های زیبایی به پوست انجام می‌گردد. تزیین اندام تناسلی توسط زخم یک سنت باستانی در بسیاری از فرهنگ‌ها، چه برای مردان و چه برای زنان می‌باشد. سبک حانابیرا (به زبان ژاپنی به معنای گلبرگ) شکل ویژه‌ای از خراشیدن می‌باشد که سرآغاز آن ژاپن می‌باشد. این شامل تزئین مونس پوبیس است.
بزرگ شدن کلیتوریس ممکن است به شکل موقت از راه استفاده از پمپ کلیتورال حاصل گردد، یا ممکن می‌باشد که به‌طور همیشه از راه اعمال یا تزریق تستوسترون کسب شود. بزرگ کردن آلت تناسلی یک کلمه برای تکنیک‌های گوناگونی می‌باشد که برای افزایش اندازه آلت تناسلی استفاده می‌گردد، گرچه ایمنی و کارایی این تکنیک‌ها مورد بحث است.

### تغییر جنسیت داوطلبانه
افرادی که تراجنسیتی یا بیناجنس می‌باشند ممکن است زیرعمل جراحی تغییر جنسیت قرار بگیرند تا بدن خود را سازگاربا هویت جنسی خود تغییر دهند. کل تراجنسیتی‌ها این جراحی‌ها را انتخاب نمی‌نمایند. بعضی از راه‌های جراحی مثل: بزرگ کردن سینه و واژینوپلاستی (تشکیل واژن) برای زنان ترنس و ماستکتومی (برداشتن سینه)، متویدیوپلاستی (کشش کلیتوریس) و فالوپلاستی (تشکیل آلت تناسلی) برای مردان ترنس. زنان ترنس نیز ممکن است از جراحی حذف موهای زائد و زنانه سازی صورت بهره‌مند شوند، در حالی که برخی از مردان ترنس ممکن است برای از بین بردن رسوب‌های چربی دور باسن و ران خود لیپوساکشن انجام دهند.
هجری، جنس سومی که در شبه قاره هند پیدا می‌شود، ممکن است اخته را منتخب نماید.

### پیوند جنسی غیرارادی
کودکان با اندام تناسلی غیرمعمول دارند ممکن است زیر عمل جراحی قرار بگیرند تا شکل اندام تناسلی خود را «عادی» نمایند. این جراحی‌ها غالباً به‌جای راه‌های درمانی، برای خوبی‌های زیبایی انجام می‌شوند. بیشتر جراحی‌هایی که شامل کودکانی با اندام تناسلی غیرعادی می‌باشد، از دیدگاه جنسی صدمه می‌زند و ممکن است آنان را نابارور کند. مثال، در موردهایی که همانند کودکانی پسر مبتلا به میکروپنیس می‌شوند، پزشک‌ها ممکن است توصیه نمایند که کودک به نام زن انتخاب شود. انجمن اینترسکس آمریکای شمالی با کارهای جراحی منتخبی بر روی افراد بدون رضایت آگاهانه آنان مخالفت می‌کند، زیرا چنین جراحی‌هایی بیماران را در معرض آسیب و خطر غیرضروری قرار می‌دهد.
در بعضی موردها، جنسیت کودک ممکن می‌باشد به دلیل صدمه دیدن تناسلی تغییر یابد. حداقل هفت مورد از نوزادهای پسر بدون اسرار وجود داشته‌است که به دلیل ختنه به آلت تناسلی آنان آسیبی غیرقابل ترمیم وارد کرده‌است، از غبیلدیوید ریمر (زاده بروس ریمر، بعداً برندا ریمر)، که موضوع پرونده جان مانی جان/جوان بود.

### به‌عنوان درمان
اگر دستگاه تناسلی بیمار شود، مثل سرطان، گاهی وقت‌ها قسمت‌های بیمار با جراحی برداشته می‌شوند. زنان ممکن است زیر واژینکتومی یا ولوکتومی (به ترتیب به واژن و فرج)، درحالی‌که مردان ممکن است زیر پنکتومی یا ارکیکتومی (به ترتیب برداشتن آلت تناسلی و بیضه‌ها) قرار گیرند. جراحی ترمیمی ممکن است برای برگشت دادن آنچه از نابود شده‌است انجام شود، بیشتربا راه‌هایی شبیه به روش‌هایی که در جراحی تغییر جنسیت استفاده می‌گردد.
در اندازه زایمان، گاهی وقت‌ها اپیزیوتومی (برش قسمتی از بافت میان واژن و مقعد) انجام می‌گردد تا فضایی که ممکن است کودک از راه آن بیرون بیاید گسترش پیدا کند. مدافعان زایمان طبیعی و زایمان بدون کمک بیان می‌نمایند که این مداخله بیشتر بدون نیاز پزشکی انجام می‌گردد و صدمه قابل توجهی به فرد زایمان می‌رساند.
هیمنوتومی شکافته نمودن پرده بکارت بدون شکاف می‌باشد. ممکن است برای اجازه دادن به قاعدگی انجام گردد. یک فرد بزرگ ممکن است برای تسهیل نفوذ جنسی به واژن خود، اندازه دهانه پرده بکارت خود را گسترش دهد یا بکارت را به‌طور کلی حذف کند.
نخستین عمل جراحی کم کردن آلت تناسلی در جهان در سال ۲۰۱۵ بر روی پسری ۱۷ ساله انجام گرفت که در نتیجه پریاپیسم پیاپی آلت تناسلی به شکل فوتبال آمریکایی داشت.

### خود واداشتگی
یک فرد ممکن است درگیر آسیب یا ختنه کردن خود به ناحیه تناسلی مانند اخته کردن، پنکتومی یا کلیتوریدکتومی شود. انگیزه پشت چنین اقداماتی بسیار متفاوت است. ممکن است به دلیل سندرم اسکوپتیک، بحران شخصی مرتبط با هویت جنسی، بیماری روانی، خودزنی، بدشکلی بدن یا دلایل اجتماعی انجام شود.

### در جریان درگیری مسلحانه
ختنه کردن در بعضی موقعیت‌های جنگ یا درگیری‌های مسلحانه مرسوم می‌باشد و مجرمان از خشونت علیه اندام تناسلی مردان، زنان و افراد غیر باینری استفاده می‌نمایند. این شکل‌های گوناگون خشونت جنسی می‌تواند افراد و همبودی هدف را به ترس بیندازد، مانع از تولید مثل افراد شود و باعث درد و رنج روانی شدید برای قربانیان شود.

## ماده‌ها

### ختنه زنان

ختنه جنسی در آفریقا، کردستان عراق و یمن، تا سال ۲۰۱۵(نقشه آفریقا)

ختنه کردن دستگاه تناسلی زنان (اف جی ام)، همچنین به نام برش تناسلی زنان (اف جی سی)، ختنه زنان، یا ختنه زنان (اف جی ام/سی) نام برده می‌شود، به «مجموع کارهایی که مثل برداشتن قسمتی یا کامل اندام تناسلی خارجی زن یا نظایر جراحی‌ها می‌شود، اشاره دارد. از اندام تناسلی زنان چه به دلایل فرهنگی، مذهبی یا سایر دلایل غیر درمانی.» این همان راه‌هایی نیست که در جراحی تغییر جنسیت یا اصلاح دستگاه تناسلی افراد میان جنسی استفاده می‌گردد. این کار در چندین قسمت از جهان انجام می‌گردد، ولی این کار به شدت در آفریقا، قسمت‌هایی از خاورمیانه و بعضی دیگر از ناحیه آسیا متمرکز می‌باشد. بیش از ۱۲۵ میلیون زن و دختر ختنه جنسی را در ۲۹ کشوری که در آنان متمرکز می‌باشند تجربه نموده‌اند.
بیش از ۸میلیون نفر مورد همبود قرار گرفته‌اند، این کار غالباً در جیبوتی، اریتره، سومالی و سودان پیدا می‌شود. انفیبولاسیون، شدیدترین شکل اف ام جی (مشهور به نوع ای ای ای)، مثل برداشتن لابیای داخلی و خارجی و بسته شدن فرج می‌باشد، در حالی که یک شکاف کوچک برای عبور ادرار و خون قاعدگی باقی می‌ماند. بعدها واژن بعد از عروسی برای آمیزش جنسی و زایمان بازمی‌گردد (به اپیزیوتومی مراجعه کنید). در چند دهه پیشین، تلاش‌هایی توسط سازمان‌های جهانی بهداشت، مانند دبیلو اچ او، برای پایان دادن به این کار انجام شده‌است. ختنه جنسی توسط سازمان‌های بین‌المللی حقوق بشر محکوم می‌شود. کنوانسیون استانبول ختنه جنسی را ممنوع می‌کند طبق (ماده ۳۸).
ختنه زنان همچنین در گزارش رفع خشونت علیه زنان، که در سال ۱۹۹۳ توسط سازمان ملل متحد تصویب گردید، گونه‌ای از خشونت بر ضدزنان در نظر گرفته شده‌است. در ماده ۲ آمده‌است که: خشونت بر ضد زنان باید مثل موردهای زیر باشد، ولی محدود به آنان نیست: الف) خشونت جسمی، جنسی و روانی که در خانواده رخ می‌دهد، از غبیل… ختنه زنان. . ". با این حال، به‌دلیل اهمیت آن در زندگی سنتی، همچنان در بسیاری از جوامع انجام می‌شود.

### هیمنورافی
هیمنورافی به کارهای قطور کردن پرده بکارت یا در بعضی موردها کاشت یک کپسول مایع قرمز رنگ در بافت تازه تشکیل شده واژن دلالت دارد. این پرده بکارت نوین برای تشکیل پایداری فیزیکی، خون یا پدیدار شدن خون، در وقتی که شوهر نوین فرد آلت تناسلی خود را داخل واژن او می‌کند، تشکیل می‌شود. این عمل در فرهنگ‌هایی انجام می‌گردد که برای باکرگی زن در وقت ازدواج ارزش بسیاری قائل می‌شود. در این فرهنگ‌ها، اگر رهبرهای جامعه تشخیص دهند که زن در وقت پایان ازدواج باکره نبوده، ممکن است به خشونت تنبیه گردد. افرادی که قربانی تجاوز جنسی شده‌اند، که در زمان تجاوز جنسی باکره بوده‌اند، ممکن است هیمنورافی را انتخاب کنند.

### کشش لابیا
کشش لابیا کار کشیده شدن لابیا کوچک از راه لمس دستی (کشیدن) یا تجهیزات فیزیکی (مثل وزنه) می‌باشد. این یک کار فرهنگی خانوادگی در رواندا می‌باشد، در آفریقای جنوب صحرا مرسوم می‌باشد، و یک کار اصلاح بدن در مکان‌های دیگر. برای تقویت جنسی هر دو شریک زندگی، زیبایی‌شناسی، تقارن و رضایت انجام می‌شود.

### لابیاپلاستی و واژینوپلاستی
جراحی زیبایی اندام تناسلی زنان که با اسم ژنیتوپلاستی انتخابی نام برده می‌شود، به نام«واژن طراح» نام برده می‌شود. در مه ۲۰۰۷، مقاله ای در مجله پزشکی بریتانیا به‌شدت از این جنون نظر داد و دلیل دوست داشتن آن را در تاثیرهای تجاری و رسانه ای تشبیه نمود. نگرانی‌های مشابهی در استرالیا نیز ابراز شده‌است.
بعضی از زنان زیر عمل واژینوپلاستی یا لابیاپلاستی قرار می‌گیرند تا اشکالفرج خود را تغییر دهند تا استانداردهای زیبایی شناختی شخصی یا اجتماعی را برآورده نمایند. این جراحی به خودی خود بحث‌برانگیز می‌باشد و خرده گران از این راه‌ها به نام «واژن طراح» یاد می‌کنند.
در مقاله واژن‌ها طراح نوشته سیمون ویل دیویس، وی دربارهٔ لغت واژن زنان و تاثیرهای بیرونی زیر فشار زنان سخن می‌گوید که می‌تواند باعث شرمساری آنان نسبت به لب‌های کوچک خود شود. وی اینگونه سخن می‌گوید که رسانه‌ها، مثل پورنوگرافی، یک دیدگاه ناسالم از اینکه «واژن خوب» چیست و چگونه زنان احساس می‌کنند که افراد خصوصی‌شان پست‌تر هستند، تشکیل می‌کنند و پس زیر فشار قرار می‌گیرند تا طبق این راه فکر عمل کنند. این ناامنی‌ها توسط شریک زندگی آنان و سایر زنان نیز به زور بر زنان تحمیل می‌شود. همچنین منتهی به بیشتر شدن این نوع راه‌ها می‌شود که علاقه به تغییرات غیرجراحی دستگاه تناسلی، مانند اپیلاسیون برزیلی، که فرج را برای قضاوت بیشتر نمایان می‌کند، افزایش می‌یابد. انگیزه شرکت در لابیا و واژینوپلاستی نیز ممکن است در تلاش برای مدیریت ویژگی‌های فیزیکی و رفتار جنسی زنان تشکیل شود، و واژن آنها را به عنوان چیزی که نیاز به مدیریت یا کنترل دارد و در نهایت «قابل قبول» تلقی می‌کند، تشکیل می‌کند.

### کاهش هود کلیتورال
کم کردن هود کلیتورال نوعی از هودپلاستی می‌باشد. وقتی که با رضایت فرد بزرگسال انجام می‌شود، می‌توان آن را یک کاری جراحی پلاستیک انتخابی برای کم نمودن اندازه و وسعتکلاهک کلیتورال (پرپوس) به منظور نشان دادن بیشتر غده کلیتورال کلیتوریس در نظر گرفت. فکر می‌کنند که اهداف درمانی بهبود کارکرد جنسی زن و دلربایی زیبایی شناختی فرج وی باشد. کوچک کردن بافت‌های پیش‌پوسه کلیتورال غالباً یک کار جراحی فرعی در طی یک راهلابیاپلاستی برای کم نمودن لابیا مینور می‌باشد. و گاهی در یک عمل واژینوپلاستی. هنگامی که این اقدامات بدون رضایت آنها بر روی افراد انجام می‌شود، نوعی ختنه زنان در نظر گرفته می‌شود.

## نرها

### اختگی
اخته کردن در سابقه اصلاح و مثله کردن دستگاه تناسلی، برداشتن بیضه می‌باشد. گاهی این کار برای اشاره به برداشتن آلت تناسلی نیز استفاده می‌گردد، ولی کمتر مرسوم می‌باشد. اخته کردن در بسیاری از فرهنگ‌ها در اندازه تاریخ انجام شده‌است، ولی حال نادر می‌باشد. نباید با اخته شدن شیمیایی اشتباه گرفته شود.

### نیمه اخته
برداشتن یک بیضه (گاهی وقت‌ها به نام اخته کردن یک طرفه نام برده می‌شود) غالباً در دنیای مدرن فقط به دلایل پزشکی انجام می‌شود.

### ختنه

شیوع ختنه مردان (نه میزان) بر اساس بررسی سازمان جهانی بهداشت در سال ۲۰۰۷ در مورد روندهای جهانی و عوامل تعیین‌کننده شیوع، ایمنی و مقبولیت ختنه

سازمان بهداشت جهانی تخمین می‌زند که ۱/۳ مردان جهان ختنه می‌شوند. بیشترین مردان ختنه شده در کشورهای مسلمان و در ایالات متحده قرار گرفته‌اند، گرچه توضیحات گوناگونی برای اینکه چرا اندازه ختنه نوزادان در ایالات متحده با کشورهای مشابه متفاوت می‌باشد، وجود دارد.
در سال ۲۰۱۲، فرهنگسرای نوزادان آمریکا گزارش داد که خوبی‌های سلامتی ختنه غیردرمانی به اندازه کافی بیشتر نیست که آن را برای هر نوزاد تازه زاده شده پیشنهاد نماید، مضرات آن بیشتر از فواید آن است و این روش ممکن است توسط خانواده‌هایی که آن را انتخاب می‌کنند انجام شود.
کالج پرشک‌های عمومی دانمارک ختنه غیرپزشکی را به نام مثله کردن شرح داده‌است.